# 葦の浮船
『葦の浮船』（あしのうきふね）は、松本清張の長編小説。『婦人倶楽部』に連載され（1966年1月号 - 1967年4月号、連載時の挿絵は田代光）、1967年5月に講談社から単行本が刊行された。
1971年・1984年にテレビドラマ化されている。

## あらすじ
東京のR大学で助教授を務める小関久雄は、金沢市での学会後、同僚の折戸二郎に不倫のアリバイを頼まれたのち、荘園に関する古文書を見る目的で飛騨高山に向かう。折戸が山中温泉で自分を尊敬する笠原幸子の陥落に成功し東尋坊に赴く一方、小関は高山の古寺で遺品を見に来た近村達子と知り合う。帰りがけ名古屋に向かう列車内で達子と再会した小関だったが、若く快活な女性との同席に窮屈を感じて席を外してしまう。
東京に戻った折戸は、幸子との密会を続けたものの、火の点いた幸子を重荷に感じるようになり、主任教授から教授昇進を示唆される中、幸子との縁切りを考え始める。小関は折戸の妻の睦子から見合いを勧められるが、達子が見合い相手の友人として付いてきたことを知ると、理由はわからないが小関はその見合いを断る気になり、また達子に目を付けて近づこうとする折戸に危険を感じる。
小関に会おうとする達子を妨害する一方、折戸は連れ込み旅館で遭遇した殺人事件で、警察の職務質問に巻き込まれる。幸子との関係の露見を恐れた折戸は、小関を使って幸子に別れを言い渡す一方、学術研究の名目で強引に達子を高山へ誘い攻略しようと企む。
折戸の下心に落ち着かない小関は、達子に同行し高山へ向かうが、ホテルに幸子の夫・敏夫から驚愕の電報が入り、緊迫の夜を迎える。

## 主な登場人物
- 原作における設定を記述。

折戸二郎
東京のR大学助教授。学界で古代史の業績を認められた秀才で、一般向けの著作でも人気が高い。社交的で好色家。
小関久雄
R大学助教授で折戸の同僚。中世史を専攻するが目立った業績をあげられていない。人付き合いが苦手な性格。
近村達子
飛騨高山の古寺で小関の出会った若い女性。高校教師の兄の影響で歴史に興味を持つ。
笠原幸子
折戸が担当する通信教育の講習生で、折戸を尊敬するお嬢様育ちの主婦。
折戸睦子
折戸と学生結婚し現在は裕福な生活を送るが、夫の女遊びを嘆く。
笠原敏夫
幸子の夫で化学繊維会社の技師。
西脇俊雄
R大学講師。折戸と小関の先輩に当たるが、学部長の浜田からは冷遇され続けている。

## エピソード
評論家の野村喬は、本作で描かれる「R大学」のいびつな人間関係は、1973年に発生した大場助教授事件における、立教大学の対応を連想させる旨1974年にコメントした。

## テレビドラマ

### 1971年版
「葦の浮舟」のタイトルで1971年4月8日（22:00-22:56）に放映。NETテレビ系列の「ナショナルゴールデン劇場」5周年記念として7週連続で放映された「レインボー・シリーズ」の第1作。
キャスト
- 近村達子：佐久間良子
- ：北村和夫
- ：中谷一郎
- ：福田豊土
- ：川口敦子
- ：天田俊明
- ：北竜二
- ：北あけみ
- ：新田勝江
- ：美川陽一郎
- ：瀬良明

スタッフ
- 脚本：山田信夫
- 監督：大村哲夫
- プロデューサー：若杉芳光
- 制作：NETテレビ

| NET（現・テレビ朝日）系列 ナショナルゴールデン劇場 | NET（現・テレビ朝日）系列 ナショナルゴールデン劇場 | NET（現・テレビ朝日）系列 ナショナルゴールデン劇場 |
| 前番組                                             | 番組名                                             | 次番組                                             |
| -------------------------------------------------- | -------------------------------------------------- | -------------------------------------------------- |
| 鬼退治 （1971年4月1日）                            | 葦の浮船 （1971年4月8日）                          | 幸福の素顔 （原作：利根川裕） （1971年4月15日）    |

### 1984年版
「松本清張の葦の浮船」のタイトルで、1984年2月4日（21:02-23:21）に、テレビ朝日の開局25周年スペシャルとして「土曜ワイド劇場」枠にて放映。原作の設定は3月半ば以降だが、本ドラマは真冬の設定であり、雪景色の北陸・飛騨地方でロケが行われた。視聴率24.1％（ビデオリサーチ調べ、関東地区）。
キャスト
- 小関久雄 - 渡瀬恒彦
- 近村達子 - 坂口良子
- 笠原敏夫 - 高津住男
- 折戸睦子 - 萩尾みどり
- 刑事 - 成瀬正、加藤武
- 笠原幸子 - 山口果林
- 浜田学部長 - 北村和夫
- 折戸二郎 - 津川雅彦
- 西沢利明、一谷伸江、一柳みる、入江正徳、湖条千秋、西本裕行、香野麻里、相馬剛三、石田紀子、轟謙司、長崎マヤ、若林味香、米田昌美、小山武宏、小池優子、山口嘉三、樋口京子、野村昇史、平野春美、木下浩之、吉田ミチ子、杉欣也、飯島祐子、押切英樹、石原昭宏、木村修、村木勲、吉田照義、本多和利、寿正太郎、斉藤正基

スタッフ
- 企画 - 野村芳太郎
- 脚本 - 橋本綾
- 監督 - 野村孝
- 助監督 - 蓑輪雅夫
- 記録 - 勝原成子
- プロデューサー - 大久保忠幸（東映）、池ノ上雄一（東映）、塙淳一（テレビ朝日）
- 音楽 - 坂田晃一
- 整音 - 太田克己
- 選曲 - 石川孝
- 美術 - 藤田博
- 装置 - 東映美術センター
- 現像 - 東映化学
- 衣裳 - 鷹志衣裳
- 撮影協力 - 山中温泉観光協会、高山グリーンホテル
- 制作 - 東映、テレビ朝日、霧プロダクション

| テレビ朝日系列 土曜ワイド劇場                   | テレビ朝日系列 土曜ワイド劇場       | テレビ朝日系列 土曜ワイド劇場                       |
| 前番組                                          | 番組名                              | 次番組                                              |
| ----------------------------------------------- | ----------------------------------- | --------------------------------------------------- |
| 炎の大滑降 （原作：生田直親） （1984年1月28日） | 松本清張の葦の浮船 （1984年2月4日） | 愛人バンク殺人事件 夢を売る女たち （1984年2月11日） |